# Port lotniczy Logroño-Agoncillo
Port lotniczy Logroño-Agoncillo (hiszp. Aeropuerto de Logroño-Agoncillo, kod IATA: RJL, kod ICAO: LEJR) – lotnisko położone na wschód od Logroño, w miejscowości Agoncillo we wspólnocie autonomicznej La Rioja w Hiszpanii. Lotnisko zostało otwarte w maju 2003 głównie dla ruchu regionalnego i turystycznego. W skład infrastruktury lotniska wchodzi: terminal o powierzchni 4000 m², w 2006 r. zainstalowano ILS wspomagający lądowanie samolotów warunkach ograniczonej widzialności, restauracje, sklepy oraz parking.

## Transport
Lotnisko położone jest 10 minut drogi od Logroño, dojazd zapewnia droga N-232 i autostrada LO-20, będąca południową obwodnicą Logroño. Na lotnisko nie dociera transport publiczny.

## Linie lotnicze i połączenia
| Linia Lotnicza | Kierunek                                 |
| -------------- | ---------------------------------------- |
| Iberia         | 1. Madryt Sezonowo: 1. Palma de Mallorca |